# 稲垣聖
稲垣 聖（いながき きよし、生年不詳 - 1995年8月21日）は、元アナウンサー。 
道営競馬→ホッカイドウ競馬の場内実況を長年担当し、ブリーダーズゴールドカップ（第2回と第5回を除く）などを実況。リズム感の良いハイトーンボイスが特徴であった。

## 第15回北海道3歳優駿（1988年）
「さて、今日の重賞レース。メインレースはサラブレッド3歳の重賞ケース…重賞レース、第15回の北海道3歳優駿。距離1200メートル出走馬12頭で争われます。早くも12頭がゲートから一斉に飛び出しました。さて、好ダッシュを見せたのは真ん中から伸びた6番のリフレッシュブルーであります。その内の方から3番のミナミシンドウが行きます。6番のリフレッシュブルー1馬身抜けました。2番手が3番のミナミシンドウ、その外に並ぶようにして4番のギンザオトメ、後は一団でインコース1番のアンブレーブ、さらには5番のタイセイクラウン、タイセイクラウンの外側に並んで行きました7番のベストンダンデイであります。ベストンダンデイのすぐ後方から追走する10番のコスモハーティーであります。その後は馬群が5馬身ぐらい切れまして9番のドクタースパート、ドクタースパートの内の方が2番のタキノニシキであります。早くも3、4コーナーの中間点を通過して、僅かに6番のリフレッシュブルーが先頭、3番のミナミシンドウがやや接近、その外側がタイセイクラウン、さらにその外にベストンダンデイが並んでいます。ベストンダンデイのすぐ後ろ、10番のコスモハーティーとドクタースパートも大外から接近、第4コーナーをカーブして直線、横一杯に広がりました好レースになりました。真ん中リフレッシュブルーが頑張っているミナミシンドウが内からやって来る外の方からベストンダンデイと並ぶようにしてコスモハーティー、コスモハーティーの外からはドクタースパート、先頭に立ったのは9番のドクタースパート、そして同枠の10番のコスモハーティーが2番手に上がって来た。コスモハーティーが2番手に上がって来た。先頭は9番のドクタースパート、今1着でゴールイン。9番のドクタースパートが優勝、そして2着は、10番のコスモハーティーか、さらには8番のクラカゲオー、7番のベストンダンデイ、こういった所が差の無い入線でした。」

## 第3回ブリーダーズゴールドカップ（1991年）
「ダート日本一を競います第3回のブリーダーズゴールドカップです。距離2400メートルで争われます。ブラックホラー、カミノクレッセ、タキノニシキ、マルブツスピーリア、ホロトマイケル、アウトランセイコー、サクラスキー、プレジデントシチー、スイフトセイダイ、タイプスワロー、タケデンマンゲツ、アーデルジークの12頭です。枠入りが次々に進んでおりまして、マルブツスピーリア、ゲートに収まりました。外枠12番のアーデルジークが最後にゲートに誘導されています。さっ、発走体制完了、スタートしました。きれいなスタートが切られました。内の方から好ダッシュ、ブラックホラーです。並ぶようにしてマルブツスピーリア、外側の方からサクラスキーが上がっていきます。サクラスキーが先頭に立ちました。更に外側の方から早めに2番手に上がっていったのはタイプスワローです。笠松のタイプスワロー、2番手に付けました。サクラスキー、タイプスワロー、並ぶようにこれを一気に交わしてタケデンマンゲツが行きました。鞍上は中央・増沢末夫です。11番のタケデンマンゲツが先頭に立ちまして、リードを2馬身と広げています。サクラスキーやや内を通って2番手の位置。その外側の方に10番のタイプスワローと外の方からスイフトセイダイ、盛岡のスイフトセイダイが外目を通っています。内を通ってはブラックホラーです。その間に入るようにマルブツスピーリア、更にその後方からは外を通りましてアーデルジーク、並ぶようにしてカミノクレッセは中団やや中央所を通っています。内々を通ってはプレジデントシチーです。満員のスタンド前を大きな歓声で通過していきます。11番のタケデンマンゲツ先頭であと1周です。タケデンマンゲツ先頭、そして2番手サクラスキー、3番手内々ブラックホラー、外の方から7枠の両頭スイフトセイダイ、タイプスワローです。更にそのすぐ後ろに付けてきましたカミノクレッセです。カミノクレッセも前の方に上がっていきました。この一団の後ろアーデルジークが外目を通っています。このアーデルジークからは5、6馬身の差があって地元6番のアウトランセイコー、そしてホロトマイケル、3番のタキノニシキ。北海道勢は後方から追走です。第2コーナーをカーブ、向正面の直線コースに出ていきました。先頭はタケデンマンゲツ、リード1馬身から1馬身半ありますが、2番手以下がかなり接近してきました。今度は外に持ち出してサクラスキー、並ぶように外の方はタイプスワロー、スイフトセイダイも好位置4番手をキープ。カミノクレッセがその1馬身後方に付けてきました。並ぶようにしてマルブツスピーリア、マルブツスピーリアの外の方はアーデルジーク、内々ブラックホラー、並ぶようにしてプレジデントシチー、昨年度の覇者です。そして6番のホロトマイケルがそのすぐ後ろ、3コーナーをカーブして先頭はタケデンマンゲツ頑張っている!サクラスキー並んできた!サクラスキーが並んできた!外の方からはスイフトセイダイ、タイプスワローが一気に仕掛けていく。そのすぐ後ろからはカミノクレッセも追い込み体勢です。カミノクレッセが現在4番手に上がっていきました。外の方からタイプスワロー、スイフトセイダイが先頭争いになった。更に外に持ち出してカミノクレッセ、鞍上は南井騎手。外の方から今、2番手に上がってきた!スイフトセイダイ、そしてタ..カミノクレッセ!カミノクレッセ!中央のカミノクレッセ!鞍上は南井克己、南井克己先頭に立った!先頭は2番のカミノクレッセ、これは強い!強い!後続馬を10馬身ぐらい離した!2番のカミノクレッセ独走!9番のカミノクレッセ..2番のカミノクレッセ1着でゴールイン!中央のカミノクレッセこれは強かった!2番のカミノクレッセ、第3回ブリーダーズゴールドカップ優勝です!そして2着は前評判どおり9番のスイフトセイダイ頑張りきりました。」